# Okrskové centrum Ružinov

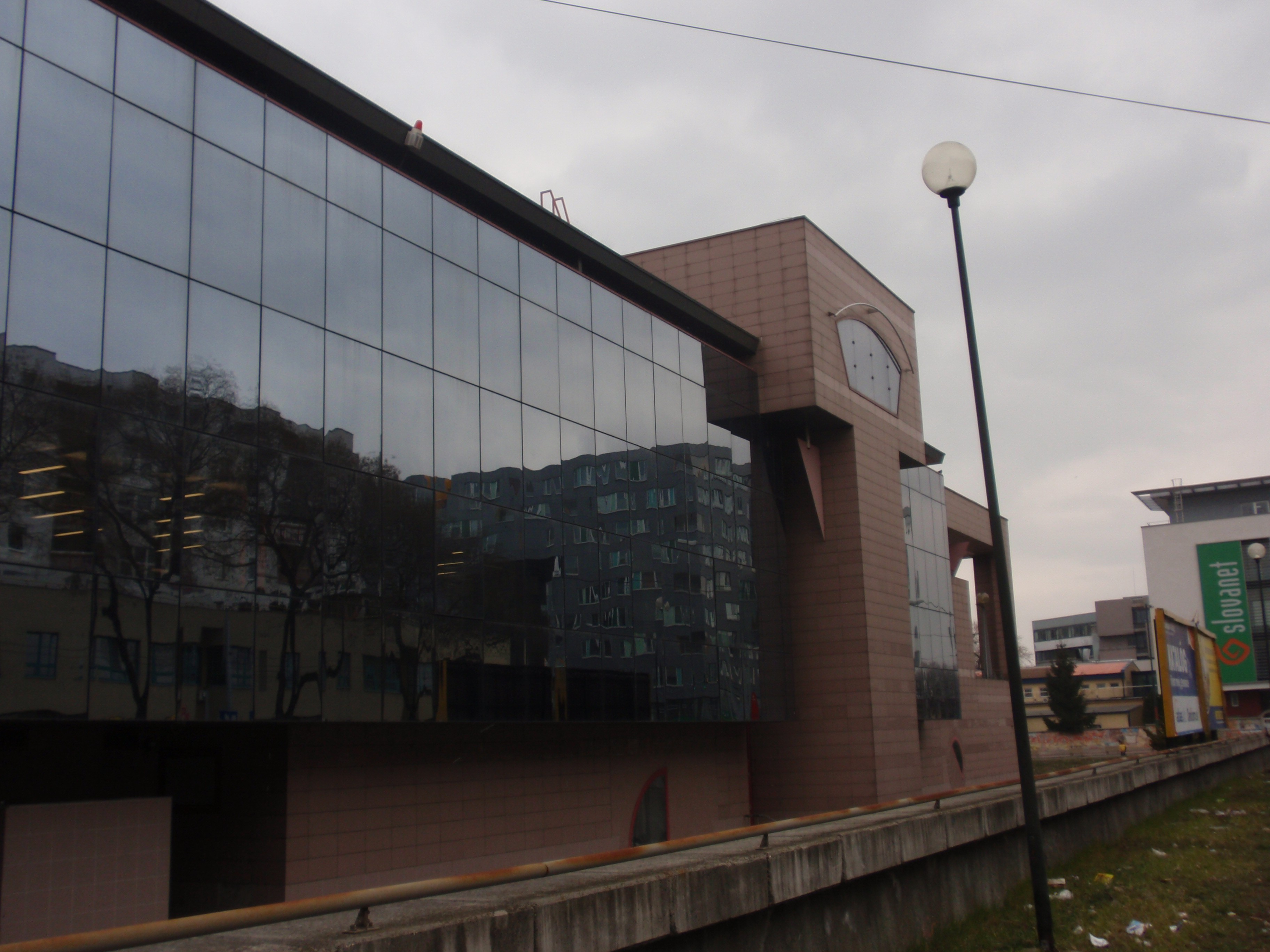
Okrskové centrum Ružinov

Okrskové centrum Ružinov (nebo také 15. Okrskové centrum) je budova nacházející se v bratislavské městské části Ružinov na Zahradnické ulici 95. Bylo postaveno v roce 1994. V roce 1995 získalo ocenění v národní veřejné neanonymní soutěži Stavba roku 95 organizované Svazem stavebních podnikatelů Slovenska. Šlo o cenu za Kvalitu realizace stavebního díla. Autory plánů pro tuto budovu jsou Ing. Arch. Boris Džadoň a Ing. Arch. Jan Polášek. Realizace stavby byla svěřena společnosti OTYK, Stavebné podnikanie s.r.o. a hlavním investorem byla Slovenská spořitelna.